# Kington Rural
Kington Rural est une paroisse civile du Herefordshire, en Angleterre.